# The Raid (film, 1991)
Pour les articles homonymes, voir The Raid.
Pour plus de détails, voir Fiche technique et Distribution.
The Raid (財叔之橫掃千軍, Cai shu zhi heng sao qian jun) est un film hongkongais réalisé par Ching Siu-tung et Tsui Hark, sorti en 1991.

## Synopsis
En 1930, Pu Yi, un empereur despote, crée une usine de gaz mortel capable d'anéantir le peuple chinois. L'armée révolutionnaire se lance alors dans une course effrénée pour arrêter la folie du dictateur, aidée dans son périple par le Dr. Choy, un aventurier âgé mais néanmoins courageux...

## Fiche technique
- Titre : The Raid
- Titre original : 財叔之橫掃千軍 (Cai shu zhi heng sao qian jun)
- Réalisation : Ching Siu-tung et Tsui Hark
- Scénario : Tsui Hark et Yuen Gai-chi
- Photographie : Arthur Wong
- Montage : Marco Mak
- Production : Tsui Hark
- Société de production : Cinema City Entertainment
- Pays d'origine : Hong Kong
- Format : Couleurs - 1,85:1 - Mono
- Genre : Action, aventure, comédie et guerre
- Durée : 100 minutes
- Date de sortie : 1991

## Distribution
- Tony Leung Ka-fai : Masa
- Jacky Cheung : Bobo Bear
- Dean Shek : Dr. Choy
- Corey Yuen : Frère Big Nose
- Joyce Godenzi : Yoshiko Kawashima
- Paul Chun : Lieutenant Mang Tai-hoi
- Fennie Yuen : Tina

## Autour du film
- Le nom du despote, Pu Yi, est similaire à celui du dernier empereur chinois, Puyi.